# Dicoryphe lanceolata
Dicoryphe lanceolata är en trollhasselart som beskrevs av Louis René Tulasne. Dicoryphe lanceolata ingår i släktet Dicoryphe och familjen trollhasselfamiljen. Inga underarter finns listade i Catalogue of Life.